# Avtonomno podvodno vozilo
Avtonomno podvodno vozilo (APV) je robot, ki potuje pod vodo, ne da bi zahteval informacije od operaterja. APV je sestavni del večje skupine podmorskih sistemov, znanih kot brezpilotna podvodna vozila, ki vključujejo neavtonomna daljinsko upravljana podvodna vozila (NPV) - ki jih nadzoruje in vodi operater / pilot iz površine preko popkovine ali s pomočjo daljinskega upravljalnika. V vojaške namene APV bolj pogosto imenujejo preprosto brezpilotna podmorska vozila (BPV).

## Zgodovina
Prvi APV je bil razvit v laboratoriju za uporabno fiziko na Univerzi v Washingtonu že leta 1957, delo Stana Murphyja, Boba Francoisa in kasneje Terryja Ewarta. »Posebno namensko podvodno raziskovalno vozilo« ali PNPRV, so uporabili za študij difuzije, širjenja zvoka in podmorničnih valov.
Drugi zgodnji APV-ji so bili razviti na Massachusetts Institute of Technology leta 1970. Eden od teh je na ogled v Navtični galeriji Hart na MIT. Hkrati so APV-je razvili tudi v Sovjetski zvezi   (čeprav je bilo to znano šele mnogo kasneje).

## Uporaba
Do pred kratkim so bili APV-ji uporabljeni za omejeno število nalog, ki so jih narekovale razpoložljive tehnologije. Z razvojem naprednejših zmogljivosti za obdelavo in visoko kapaciteto napajalnikov, se zdaj uporabljajo za vedno več nalog in namen se nenehno razvija.

### Komercialna raba
Industrija nafte in plina uporablja APV-je za izdelavo podrobnih zemljevidov morskega dna, preden začnejo graditi podmorsko infrastrukturo; cevovodi in podmorske naprave se lahko namesti na najbolj stroškovno učinkovit način z minimalnimi motnjami za okolje. APV omogoča raziskovalnim podjetjem izvedbo natančnih raziskav na področjih, kjer bi bile tradicionalne batimetrične raziskave manj učinkovite ali predrage. Prav tako so zdaj mogoče kasnejši pregledi že položenih cevi. 

### Raziskovanje
Znanstveniki uporabljajo APV-je za raziskovanje jezer, oceanov in oceanskega dna. Na vozila lahko namestijo različne senzorje za merjenje koncentracije različnih sestavin ali spojin, absorpcije ali odboj svetlobe in prisotnost mikroskopskega življenja. Poleg tega se lahko APV konfigurira kot vlečno vozilo za dostavo merilne opreme na določene lokacije.

### Za zabavo
Veliko robotskih izvedb je za hobi. Obstaja več tekmovanj, ki omogočajo tem domačim APV-jem da tekmujejo med seboj pri doseganju ciljev.  Kot pri komercialnih izvedbah, so lahko te naprave opremljene s kamerami, lučmi ali sonarji. Zaradi omejenih virov in neizkušenosti lahko amaterski APV-ji redko tekmujejo s komercialnimi modeli na večji globini, vzdržljivosti ali prefinjenosti. Te naprave običajno niso morske, ampak jih upravljajo v bazenih ali jezerih.

### Nezakonit promet s prepovedanimi drogami
Podmornice, ki potujejo samostojno do cilja s pomočjo GPS navigacije lahko opravljajo nezakonit prevoz drog. 

### Preiskave letalskih nesreč
Avtonomna podvodna vozila, na primer AUV ABYSS, so bila uporabljena za iskanje pogrešanih letal, npr. Air France Flight 447. 

### Vojaška uporaba
Podvodna vozila ameriške mornarice brez posadke uporabljajo za naslednje naloge :
- inteligenca, nadzor in izvidništvo
- protiminski ukrepi
- proti-podmornično vojskovanje
- inšpekcija / identifikacija
- oceanografija
- komunikacijsko / navigacijska omrežna vozlišča
- dostava koristnega tovora
- informacijske operacije
- drugo

Glavni načrt mornarice deli vsa vozila v štiri razrede: 
- Prenosni razred vozil: 25-100 lb izpodriva; 10-20 ur vzdržljivosti; od majhnih vodnih ročnih vozil (kot so Mk 18 Mod 1 Kingfish UUV)
- Razred lahkih vozil: do 500 lb izpodriva, 20-40 ur vzdržljivosti; od RHIB sistema ali z dvigalom iz površinske ladje (Mk 18 Mod 2 Kingfish UUV)
- Težji razred vozil: do 3000 lb izpodriva, 40-80 ur vzdržljivosti, začne iz podmornic
- Velik razred vozil: do 10 dolgih ton izpodriva; začne iz površinskih ladij in podmornic

## Modeli vozil
V zadnjih 50 letih je bilo zasnovanih na stotine različnih APV-jev, a le nekaj podjetij prodaja vozila v pomembnih količinah. Približno 10 podjetij prodaja APV-je na mednarodnem trgu, vključno Kongsberg Maritime, Hydroid (zdaj stoodstotni lasti družbe Kongsberg Maritime [15]), Bluefin Robotics, Teledyne Gavia (prej znan kot Hafmynd) in International Submarine Engineering (ISE ) Ltd.
Vozila so po velikosti od prenosnih lahkih APV-jev do vozil dolgih več kot 10 metrov. Velika vozila imajo prednosti v smislu vzdržljivosti in koristne obremenitve; manjša vozila so koristna za nižjo logistiko (na primer: za podporo plovilom, izstrelitev in obnovitev sistemov).
Nekateri proizvajalci so imeli koristi od sponzorstva domače vlade, tudi Bluefin in Kongsberg. Trg je dejansko razdeljen na tri področja: znanstveni (vključno z univerzami in raziskovalnimi agencijami), poslovni (nafta in plin, itd.) in vojaški (protiminski ukrepi, bitka za pripravo prostora). Večina teh uporablja podobno obliko in delujejo na način križarjenja. Zbirajo podatke, medtem ko se premikajo pri hitrosti med 1 in 4 vozli.
Trg se razvija, zato so modeli zdaj predmet komercialnih zahtev namesto zgolj razvojnih. Prihajajoči modeli so primerni za inšpekcijo in lažje intervencije, vse več je hibridnih modelov.
Primer: Kanada je pred kratkim prevzela dostavo dveh APV-jev (ISE Explorers) za raziskavo morskega dna pod arktičnim ledom v podporo svojemu zahtevku v skladu s 76. členom Konvencije Združenih narodov o pomorskem pravu. Zahteve so ultra-nizka poraba, dolg doseg, delovanje kot podvodna jadralna postaja, ki je sposobna delovati brez nadzora nekaj tednov ali mesecev, v obmorskih in odprtih morskih območjih, občasno posredovanje podatkov prek satelita na kopno, preden se vrnejo.
Od leta 2008 se razvija nov razred APV-jev, ki je oblikovan za posnemanje življenja v naravi. Čeprav je večina trenutno v eksperimentalni fazi, so ta biomimetična (ali bionična) vozila sposobna doseči večjo stopnjo učinkovitosti v pogonu in okretnosti s kopiranjem uspešnih modelov iz narave. Dve taki vozili sta Festova AquaJelly (APV) in Evologicsova Bionic Manta (APV). V obdobju 2012-2013 je skupina 9 Ocean Engineering dodiplomskih študentov iz Florida Atlantic University razvila biomimetično avtonomno podvodno vozilo, ki je posnemalo žabo. Za vertikalni pogon je imelo dva kraka in veslo.

### Senzorji
Primarna oceanografska orodja, APV-ji nosijo senzorje za avtonomno navigacijo in zemljevide z značilnostmi oceana. Tipični senzorji so kompasi, globinski senzorji, sidescan sonar in drugi sonarji, magnetometri, termistorji in razne sonde. Demonstracija v Monterey Bayu v Kaliforniji septembra 2006 je pokazala, da lahko APV s premerom 530 mm vleče 120 m dolgo paleto hidrofonov in pri tem ohranja hitrost 11 km / h.

### Upravljanje
Radijski valovi ne morejo prodreti zelo daleč skozi vodo, kot se APV hitro potopi in izgubi signal GPS. Zato je standardni način APV-jev podvodna plovba na slepo. Navigacija se lahko izboljša z uporabo podvodnega akustičnega sistema za določanje položaja. Delovanje znotraj mreže na morskem dnu razporejenih referenčnih transponderjev je znana kot LBL navigacija (long baseline (LBL) acoustic positioning system). Ko je na razpolago referenčna površina kot podporna ladja, je to ultra kratko izhodiščno (USBL) ali kratko izhodiščno (SBL) pozicioniranje, ki se uporablja za izračun položaja podmorskega vozila glede na znan položaj na (GPS) površini, s pomočjo meritev akustične razdalje in položaja. Da bi izboljšali oceno svojega položaja in zmanjšanje napak na slepo (ki rastejo s časom), lahko APV tudi izplava in dobi svojo povezavo z GPS.

### Moč
Večino APV-jev danes poganjajo akumulatorske baterije (litij-ionske, litij-polimerne, nikelj-kovinsko-hidridne, itd.) ali imajo neko obliko sistema za upravljanje baterije. Nekatera večja vozila poganjajo aluminijaste semi-gorivne celice, ki zahtevajo veliko vzdrževanja, drago polnjenje in proizvajajo odpadke, s katerimi je treba ravnati varno. Novi trend so združiti različne baterije in pogonske sisteme s super kapaciteto.